# 释照空
释照空，本名特雷比奇-林肯·伊格纳茨（匈牙利语：Trebitsch-Lincoln Ignác）（1879年4月4日—1943年10月6日），匈牙利犹太裔冒险家、神职人员。早期曾从事表演事业。1897年前往英国伦敦，皈依基督教，并于1909年取得英国国籍。此后曾代表英国自由党当选英国下议院议员。他后来在多国投资，又曾从事间谍工作，不久后被捕，1919年被驱逐出英国，参与卡普政变，政变失败后逃到中国并改信佛教。第十三世达赖喇嘛去世后曾在日本人支持下自封为达赖喇嘛，但没有受到承认。1943年在上海去世。